# 李朝卿
李朝卿（1950年6月29日—），中華民國政治人物，生於南投縣草屯鎮，前中國國民黨籍，曾任南投縣縣長、南投市市長、南投縣議會議員。任職縣長期間涉及96件回扣案、15件收賄案，其中17件已有罪定讞；2024年更二審確定涉犯98個貪污罪、判刑656年4月，執行刑為21年2月。

## 爭議
2008年，李朝卿夫婦與同樣出身草屯鎮的國民黨秘書長吳敦義和其妻子蔡令怡，及有殺人恐嚇等逾30項前科且仍屬假釋身分的中部角頭大哥江欽良（陳水扁總統2002年特赦假釋出獄）一起赴印尼峇里島旅遊，江欽良還在吳敦義接任行政院長後對外表示自己是吳敦義的「換帖兄弟」，並替李朝卿成立後援會助選，遭質疑涉嫌官商勾結。
2012年6月10日，暴雨襲臺，南投各地災情不斷，信義鄉神木村等多處淹成汪洋一片，還形成400公尺長的堰塞湖，許多民宅被土石流沖走，造成2死1傷1失蹤。李朝卿不坐鎮指揮救災、關心撤村民眾，卻執意於11日出境，前往中國大陸數日。引發民怨與各界抨擊，縣議員更質疑李朝卿「判斷能力有問題」。
法務部廉政署長朱坤茂透露，李朝卿曾在他擔任南投地檢署檢察長離職前的歡送會上，送給他一個價值不菲的巨型木雕。

## 貪汙弊案

### 偵查、遭羈押
李朝卿涉嫌在2008年至2012年間的120餘件發包工程和勞務採購中，收取回扣，不法所得達新臺幣3,100餘萬元。法務部南投調查站曾於2012年11月7日搜索縣府工務處和秘書張志誼辦公室，並傳訊多名包商，查出黃榮德曾收取包商吳仲琪100餘萬元回扣款，黃榮德、張志誼和吳仲琪都被羈押禁見。11月29日搜索南投縣長公館，將李朝卿傳喚到案，於隔日11月30日正式羈押。其縣長職務即日起停職，由副縣長陳志清代理。國民黨在確定其遭收押禁見後，隨即召開中央考核紀律委員會，決議先祭出停止黨權處分。
2013年3月26日，南投地檢署針對李朝卿涉嫌收取災修工程回扣，依貪汙罪嫌起訴李朝卿及其妻舅簡瑞祺與前後任工務處長曾仁隆，移送南投地方法院。隔日3月27日，南投地院裁定李朝卿新臺幣二千萬元、簡瑞祺一千萬元、陳國進一百萬元交保。
在與馬英九和吳敦義關係密切的林益世、李朝卿與賴素如陸續因收賄涉貪遭司法單位羈押後，網友譏諷國民黨是「北素如、中朝卿、南益世，牽手污台灣」。

### 交保後復職
李朝卿交保後即向內政部申請復職，對此內政部長李鴻源表示基於無罪推定傾向讓其復職，然而引發前反貪腐紅衫軍運動總指揮施明德不滿，聲明若李朝卿復職回任縣長，將號召人民到南投縣政府前抗議。

### 移送監察院
2013年4月1日，原本傾向讓李復職的內政部長李鴻源臨時召開記者會宣布，將依公務員懲戒法主動將李朝卿移送監察院調查，並因情節重大依法繼續予以停職。李鴻源表示，若其撤回復職申請，就不會有送監察院調查的問題。同年9月10日，監察院以11票對1票通過對李朝卿的彈劾。

### 一審
2015年4月29日，災修工程回扣案一審辯論終結，檢察官對李朝卿求刑30年、褫奪公權10年，李則指檢方羅織罪名。同年8月31日，南投地方法院一審判決李朝卿30年有期徒刑，褫奪公權10年，法院認定僅李朝卿本人之涉貪所得就超過新臺幣3000萬元；同案被法院認定擔任「白手套」的簡瑞祺（李的妻舅）也被一審判處22年有期徒刑，褫奪公權9年。本案可上訴。

### 財產來源不明
10月30日賄弊偵查期間，檢察官清查李朝卿之妻簡素端掛名擔任負責人，實際則由李朝卿負責經營之萬春藥業股份有限公司100年至101年間匯入新臺幣800萬元不明款項，李朝卿無法證明其來源合法，將李朝卿依貪污治罪條例財產來源不明罪追加起訴，兩名公司職員也以偽證罪嫌起訴。

### 二審
2017年6月14日，李朝卿等人貪污等案件臺灣高等法院臺中分院二審改判處李朝卿22年有期徒刑，褫奪公權10年；同案的簡瑞祺也被二審改判處20年有期徒刑，褫奪公權9年，本案可上訴。9月6日，國民黨中央常務委員會以嚴重違反黨紀為由，撤銷李朝卿黨籍。

### 三審
2018年10月18日，最高法院就其中8罪駁回上訴，每罪各判刑12年至14年不等，合計共判98年徒刑確定。另103項貪污罪發回臺中高分院更審，並通知檢方啟動防逃機制。。李朝卿於10月25日前往南投地檢署報到，執行入監服刑

### 更一審
臺中高分院2020年認定，李朝卿收取賄賂、回扣共103罪，判處應執行有期徒刑21年、褫奪公權9年。最高法院2019年3月駁回李朝卿其中9罪的上訴，各判刑12年確定，其餘94罪發回更審。

### 更二審
2022年9月宣判，發回更二審的94罪中，其中90件有罪，合併為81罪，各判處5年6月至6年2月不等徒刑；另外4件因罪證不足無罪；可上訴。

### 定執行刑
臺中高分院指出，宣判的累計刑期超過400年，全案確定合併執行的刑期有16年6月。

## 選舉紀錄
| 年度 | 選舉屆數               | 選舉區           | 所屬政黨   | 得票數  | 得票率 | 當選標記 | 備註 |
| ---- | ---------------------- | ---------------- | ---------- | ------- | ------ | -------- | ---- |
| 1994 | 第十三屆南投縣議員選舉 | 南投縣第一選舉區 | 中國國民黨 |         |        |          |      |
| 1998 | 第六屆南投市市長選舉   | 南投縣南投市     | 中國國民黨 | 18,531  | 38.86% |          |      |
| 2002 | 第七屆南投市市長選舉   | 南投縣南投市     | 中國國民黨 | 20,425  | 42.76% |          |      |
| 2005 | 第十五屆南投縣縣長選舉 | 南投縣           | 中國國民黨 | 124,777 | 45.32% |          |      |
| 2009 | 第十六屆南投縣縣長選舉 | 南投縣           | 中國國民黨 | 136,951 | 50.87% |          |      |

## 外部連結
- 南投縣政府-縣府簡介-歷任縣長 （页面存档备份，存于）
- 中選會選舉公報 /選舉/縣市長/94年/16南投縣縣長
- 中選會選舉公報 /選舉/縣市長/98年/16南投縣縣長

| 中華民國政府職務 | 中華民國政府職務                                         | 中華民國政府職務                   |
| ---------------- | -------------------------------------------------------- | ---------------------------------- |
| 南投縣南投市公所 |                                                          |                                    |
| 前任： 林俊梧    | 南投市市長 第六、七屆 1998年1月20日－2005年12月20日      | 繼任： 陳瑞慶（代理） 正任：許淑華 |
| 南投縣政府       |                                                          |                                    |
| 前任： 林宗男    | 南投縣縣長 第十五、十六屆 2005年12月20日－2012年11月30日 | 繼任： 陳志清（代理） 正任：林明溱 |